# Euaugaptilus magnus
Euaugaptilus magnus är en kräftdjursart som först beskrevs av Wolfenden 1904.  Euaugaptilus magnus ingår i släktet Euaugaptilus och familjen Augaptilidae. Inga underarter finns listade i Catalogue of Life.